# Blondfire
Blondfire – duet współtworzony przez Bruce'a Driscolla i jego siostrę Ericę. Zespół założony został w październiku 2002 roku, pod nazwą Astaire. W 2005 roku zmieniono nazwę zespołu na Blondfire w wyniku pozwu żony Freda Astaire'a o bezprawne używania nazwiska męża w celach komercyjnych.

## Dzieciństwo
Bruce i Erica urodzili się i wychowali w Grand Rapids, Michigan. Ojciec był Amerykaninem, a matka pochodziła z Brazylii. Oboje posiadali podwójne obywatelstwo. Wakacje najchętniej spędzali w Brazylii. Rodzeństwo w dzieciństwie lubowało się w słuchaniu utworów Antonio Carlos Jobim, Caetano Veloso oraz Astrud Gilberto. W szkole średniej Erica, Bruce i ich starsza siostra Monica utworzyli zespół o nazwie Nectar. Grupa rozpadła się, gdyż wytwórnia EMI, z którą współpracowali, naciskała by nagrywali bardziej komercyjne piosenki. W 2002 roku, dzięki utworowi Life Out Loud uzyskali drugie miejsce w kategorii Muzyka Pop w brytyjskim konkursie na najlepszy tekst piosenki.

## Astaire
Erica i Bruce założyli Astaire w październiku 2004 roku. Przez kolejne osiemnaście miesięcy odbywali lokalne tournée i nagrywali piosenki w piwnicy rodzinnego domu. W tym okresie rodzeństwo pojawiało się w wielu muzycznych publikacjach, takich jak: z!nk, America, YRB, College Music Journal oraz Entertainment Weekly. Dwie piosenki ich autorstwa: "Maximum Speed" i "Today" pojawiły się na DVD piątego i szóstego sezonu Dawson's Creek. Rodzeństwo Driscolli przeniosło się do Nowego Jorku w kwietniu 2004 roku i wspólnie z Andym Chasem nagrali "Weightless". W październiku, ich własna wytwórnia Wax Divine wydała swój pierwszy album Don't Whisper Lies. Publikacja uzyskała zróżnicowane opinie i otrzymała 4.5 gwiazdki w recenzji Allmusic. 
Singiel "L-L-Love" został użyty w filmach: Monster-in-Law i Mozart and the Whale. W kwietniu 2005 roku wyruszyli w trasę koncertową z zespołami Ivy, Robbers on High Street oraz Stars.

## Blondfire
W połowie trasy prawnicy Freda Astaire zagrozili pozwaniem duetu, jeśli nie zmienią swojej nazwy. Nie posiadając dostatecznych środków na prowadzenie sprawy sądowej, zmienili nazwę na Blondfire. Zmianę nazwy ogłosili poprzez wydanie nowego albumu na iTunes. 
W grudniu 2005 roku Blondfire wydali kolejny album zawierający trzy świąteczne piosenki i wczesne demo "Baby Blue".
W październiku 2006 roku Blondfire podpisali kontrakt z EMI Records UK. W wywiadzie z marca 2008 Bruce Driscoll ogłosił, że grupa odchodzi z wytwórni. Kolejny album wydali samodzielnie we własnej wytwórni Tender Tender Rush.

## Dyskografia

### Albumy
- My Someday (2008, Tender Tender Rush)
- Win The Game

### Single
- Don't Whisper Lies (2004, Wax Divine) (jako Astaire)
- Live Session (2005, iTunes)
- Holiday EP (2005, iTunes)
- "Pretty Young Thing" (2008, Tender Tender Rush)

### Soundtrack
- Monster-in-Law soundtrack (2005, New Line) (piosenka: "L-L-Love" (jako Astaire))